# Olympische Jugend-Sommerspiele 2014/Teilnehmer (Papua-Neuguinea)
| Gelbes Symbol für Goldmedaillen mit stilisierten Olympischen Ringen | Graues Symbol für Silbermedaillen mit stilisierten Olympischen Ringen | Braundes Symbol für Bronzemedaillen mit stilisierten Olympischen Ringen |
| ------------------------------------------------------------------- | --------------------------------------------------------------------- | ----------------------------------------------------------------------- |
| —                                                                   | —                                                                     | —                                                                       |

Die Jugend-Olympiamannschaft aus Papua-Neuguinea für die II. Olympischen Jugend-Sommerspiele vom 16. bis 28. August 2014 in Nanjing (Volksrepublik China) bestand aus 24 Athleten. Sie konnten keine Medaille gewinnen.

## Athleten nach Sportarten

### Fußball
Mädchen
- 5. Platz
- Kader
Grace Batiy
Eileen Daviaga
Belinda Giada
Mercedes Hapoto
Vicktyla Jackson
Margret Joseph
Faith Kasiray
Robertlyn Kig
Cheryl Ling
Francesca Mani
Samantha Matan
Joanne Miping
Isabella Natera
Alison Paulias
Natasha Sagem
Marity Sep
Selina Unamba
Loreta Yagum

### Gewichtheben
| Mädchen - Bea Ovia Klasse bis 48 kg: 11. Platz | Jungen - Igo Lohia Klasse bis 62 kg: 10. Platz |

### Leichtathletik
Jungen
- Dwayne Koroka
200 m: 15. Platz

### Schwimmen
| Mädchen - Barbara Vali-Skelton 50 m Brust: 30. Platz (Vorrunde) 100 m Brust: 29. Platz (Vorrunde) | Jungen - Collin Akara 50 m Freistil: 37. Platz (Vorrunde) 100 m Freistil: 37. Platz (Vorrunde) |

### Segeln
Jungen
- Teariki Numa
Byte CII: 30. Platz